# Rock Port
Rock Port – miasto w Stanach Zjednoczonych, w stanie Missouri, siedziba administracyjna hrabstwa Atchison.